# Lombriasco
Lombriasco és un comune (municipi) de la ciutat metropolitana de Torí, a la regió italiana del Piemont, situat a uns 25 quilòmetres al sud de Torí. A 1 de gener de 2019 la seva població era de 1.045 habitants.
Lombriasco limita amb els següents municipis: Carmagnola, Casalgrasso, Osasio, Pancalieri, Racconigi i Carignano.